# منتخب ساموا لاتحاد الرغبي للسيدات
منتخب ساموا لاتحاد الرغبي للسيدات (بالإنجليزية: Samoa women's national rugby union team)‏ هو ممثل ساموا الرسمي في المنافسات الدولية في اتحاد الرغبي في فئة رياضة نسوية. تأسس في 1 سبتمبر 2000.

## وصلات خارجية
- الموقع الرسمي